# Колачевский, Николай Николаевич
Никола́й Никола́евич Колаче́вский (род. 2 февраля 1972) — российский физик, академик РАН (2025; член-корреспондент с 2011). Директор Физического института им. П. Н. Лебедева с 2015 года. Специалист в области прецизионной лазерной спектроскопии, рентгеновской, нелинейной и квантовой оптики, лазерного охлаждения. Индекс Хирша — 21.

## Биография
Родился 2 февраля 1972 года в семье профессора МФТИ Николая Николаевича Колачевского (род. 1929) и физика Веры Вячеславовны Колачевской.
В 1994 году окончил факультет общей и прикладной физики МФТИ. В 1997 году защитил диссертацию на степень кандидата физико-математических наук по теме «Спектроскопическое исследование компонентов многослойной рентгеновской оптики с помощью лазерно-плазменного источника излучения».
С 1997 года работает в ФИАН. Занимал должности научного сотрудника (1997—2003), старшего научного сотрудника (2003—2010), ведущего научного сотрудника (2010—2013), главного научного сотрудника (2013—2014).
Работал ассистентом кафедры радиотехники МФТИ (1997—1998) и ассистентом кафедры квантовой радиофизики там же (2004). В 2006 год получил степень доктора физико-математических наук за работу «Когерентная лазерная спектроскопия атомов водорода и рубидия».
В 2014 году назначен заместителем директора по научной работе. В 2015 году избран директором института.
С 2014 года является профессором кафедры № 78 НИЯУ МИФИ.
22 декабря 2011 года избран членом-корреспондентом РАН по Отделению физических наук.

### Задержание в 2019 году
30 октября 2019 года Н. Н. Колачевский был задержан правоохранительными органами и допрошен. Произведены обыски в кабинете директора ФИАН и в квартире, которые не дали предполагаемых результатов. Позже был выпущен под подписку о невыезде.
Политолог Алексей Макаркин опубликовал заявление директора ФИАН Н. Н. Колачевского: «Обращение директора Физического института имени П. Н. Лебедева члена-корреспондента Николая Николаевича Колачевского к членам ОФН РАН».
31 октября 2019 года Колачевский дал комментарий по поводу обысков в Институте порталу «Научная Россия».
5 ноября 2019 года Учёный совет ФИАН опубликовал обращение, в котором выражается глубокая обеспокоенность несоразмерностью действий правоохранительных органов возникшим у них подозрениям в незаконной деятельности арендатора нескольких комнат института. «В результате масштабных мероприятий, проведённых вооружёнными людьми в масках, институту и его директору был нанесён огромный репутационный ущерб, в связи с чем Учёный совет выражает солидарность и поддержку директору ФИАН, Н. Н. Колачевскому».

## Научные достижения
- Выполнил передовые экспериментальные исследования оптических микро- и наноструктур в мягком рентгеновском диапазоне, разработал новые методы исследования компонентов оптики рентгеновского диапазона. Результаты работ использованы при создании спектрометров и спектрогелиографов (космический проект КОРОНАС-Ф) и в исследованиях лазерной плазмы.
- Развил новый лазерный метод создания поляризатора тепловых нейтронов. Реализовал поляризующую гелиевую ячейку, которая была использована в рамках подготовки эксперимента по поиску нарушений T-инвариантности на нейтронном пучке реактора ИБР-30 (ОИЯИ, г. Дубна).
- Разработал новый оптический метод определения энергии сверхтонкого расщепления в водородоподобных атомах, с помощью которого с рекордной точностью измерены частоты сверхтонкого расщепления уровня 2S в водороде и дейтерии. На основании полученных результатов проведено детальное исследование поправок квантовой электродинамики связанных состояний.
- Предложил и разработал метод модельно-независимой оценки верхней границы дрейфа постоянной тонкой структуры. Выполнил измерение абсолютной частоты перехода 1S-2S в атоме водорода, что позволило наложить ограничение на дрейф постоянной тонкой структуры на уровне 10−15 /год.
- Впервые реализовал глубокое лазерное охлаждение редкоземельного атома тулия до температур 10 мкК для решения задачи создания высокоточных оптических часов. Впервые реализовал вторичное охлаждение, а также захват тулия в магнитную и оптическую ловушки.
- Реализовал новые принципы стабилизации частоты лазеров, позволяющие получать компактные перестраиваемые источники лазерного излучения со спектральной шириной линии менее 1 Гц.[12]

### Прикладные исследования
Создание оптических часов на лазерно-охлаждённых атомах и ионах, создание уникальных лазерных систем для оптических часов на атомах стронция в рамках ФЦП «ГЛОНАСС», заказчик — ФГУП ВНИИФТРИ, Росстандарт.